# 渡部忠世
渡部 忠世（わたべ ただよ、1924年1月11日 - 2024年3月18日）は、日本の農学者、京都大学名誉教授。専攻は作物学。

## 来歴・人物
神奈川県生まれ。1949年京都大学農学部卒業。1962年「 [ロク]化現象を中心とするモチ玄米の特性に関する研究」で農学博士の学位を取得。西京大学農学部講師、京都府立大学助教授、1968年鳥取大学農学部助教授、1972年京都大学農学部助教授、教授、京都大学東南アジア研究センター所長、1987年定年退官、名誉教授、放送大学教養学部教授。農耕文化研究振興会代表。
アジアの米や稲作についての調査・研究を行ってきた経験から、日本の農業の衰退に警鐘を鳴らし続けている。
2024年3月18日午後8時半、老衰のため死去。100歳没。

## 著書

### 単著
- 『稲の道』日本放送出版協会 NHKブックス 1977
- 『アジア稲作の系譜』法政大学出版局 1983
- 『アジア稲作文化への旅』日本放送出版協会 NHKブックス 1987
- 『産業および生業としての農業』放送大学教育振興会 1989
- 『日本のコメはどこから来たのか 稲の地平線を歩く』PHP研究所 1990
- 『稲の大地 「稲の道」からみる日本の文化』小学館 1993
- 『日本から水田が消える日』岩波ブックレット 1993
- 『農業を考える時代 生活と生産の文化を探る』農山漁村文化協会 人間選書 1995
- 『農は万年、亀のごとし』小学館 1996
- 『稲にこだわる』小学館 2000
- 『百年の食 食べる、働く、命をつなぐ』小学館 2006

### 共編著
- 『食用作物学概論』小合龍夫、栗原浩、前田和美共著 農山漁村文化協会 1977
- 『東南アジア世界 地域像の検証』編 創文社 東南アジア研究叢書 1980
- 『中国江南の稲作文化 その学際的研究』桜井由躬雄共編 日本放送出版協会 1984
- 『南島の稲作文化 与那国島を中心に』生田滋共編 法政大学出版局 1984
- 『稲作文化 照葉樹林文化の展開』上山春平共編 中公新書 1985
- 『稲のアジア史』全3巻 責任編集 小学館 1987
- 『現代の農林水産業』編著 放送大学教育振興会 1993
- 『もち 糯・餅 ものと人間の文化史』深澤小百合共著 法政大学出版局 1998
- 『農耕の世界、その技術と文化 8 (農耕と野生と馴化の植物群)』監修 農耕文化研究振興会編 大明堂 2000
- 『モンスーン・アジアの村を歩く 市民流フィールドワークのすすめ』編著 家の光協会 2000
- 『日本農業への提言 文化と技術の視点から』編著 農山漁村文化協会 2001
- 『環境・人口問題と食料生産 調和の途をアジアから探る』海田能宏共編著 農山漁村文化協会 2003
- 『アジアの村を歩き続けて アジア太平洋農耕文化の会の十年』山田和生共編著 アジア太平洋農耕文化の会 2004

## 論文
- Cinii